# Kinh tế nhà Minh
Quy mô nền kinh tế Trung Quốc vào thời nhà Minh là lớn nhất thế giới đương thời. Nhà Minh cùng với nhà Hán và nhà Đường, được xem như ba kỷ nguyên hoàng kim của kinh tế Trung Quốc. Nhà Minh đặc trưng bởi mức độ ảnh hưởng ngày càng gia tăng của giới thương nhân, sự suy yếu của quyền lực cai trị hoàng gia và những tiến bộ công nghệ.  

## Tiền tệ
Đầu thời nhà Minh, triều đình cố gắng sử dụng tiền giấy, đồng thời kiểm soát dòng thất thoát kim loại quý thông qua lệnh cấm ngoại thương tư nhân. Cũng như thời trước, tiền giấy bị làm giả tràn lan và lâm vào tình trạng siêu lạm phát. (Năm 1425, tiền giấy được giao dịch với giá chỉ bằng khoảng 0,014% giá trị ban đầu thời Minh Thái Tổ.) Tiền giấy vẫn được lưu hành cho tới cuối năm 1573, nhưng không còn được in thêm kể từ năm 1450. Người dân chủ yếu dùng bạc nén để giao dịch thay vì tiền xu nhỏ đúc bằng kim loại cơ bản. Do độ tinh khiết và trọng lượng chính xác không đồng nhất, bạc được quy thành "đĩnh", đong đếm theo đơn vị lượng. "Đĩnh" bạc do tư nhân sản xuất lần đầu được sử dụng ở Quảng Đông, lan rộng tới vùng hạ lưu sông Dương Tử vào khoảng năm 1423, năm mà bạc được chấp nhận dùng để thanh toán nghĩa vụ thuế. Giữa thế kỷ 15, sự khan hiếm bạc lưu hành đã gây ra tình trạng co thắt tiền tệ cũng như làm gia tăng hình thức giao dịch đổi hàng lấy hàng. Vấn đề kể trên được giải quyết thông qua hoạt động buôn lậu, mà sau này trở thành hợp pháp–nhập bạc Nhật Bản (chủ yếu thông qua Bồ Đào Nha, Hà Lan) và bạc Tây Ban Nha từ Potosí thông qua các đoàn thuyền buồm ở Manila. Người dân được yêu cầu dùng bạc để nộp thuế tỉnh vào năm 1465, thuế muối vào năm 1475 và phí miễn trừ sưu dịch vào năm 1485. Cuối thời nhà Minh, một khối lượng bạc phi thường đã được tiêu thụ: vào thời điểm mà hàng chục nghìn bảng là cả gia tài đối với một thương nhân Anh, thì gia tộc thương gia họ Trịnh đã thường xuyên tham gia những thương vụ trị giá hàng triệu lượng bạc. Tuy nhiên, giữa thế kỷ 17, một đợt khan hiếm bạc khác lại bùng phát khi Vua Philip IV bắt đầu thực thi lệnh hạn chế thương mại trực tiếp giữa Tân Tây Ban Nha và Trung Quốc cùng thời điểm Mạc phủ Tokugawa ngăn cấm đa phần giao thương nước ngoài, cắt đứt khả năng tiếp cận nguồn bạc Nhật Bản của người Bồ Đào Nha và Hà Lan. Giá bạc tăng đột biến ở Trung Quốc khiến hầu hết các tỉnh thành đều không thể nộp thuế. Triều đình thậm chí phải tiếp tục sử dụng tiền giấy trong bối cảnh Lý Tự Thành đang nổi loạn. 

## Các ngành sản xuất

### Tư nhân hóa
Một trong những đặc điểm chính của các ngành sản xuất thời nhà Minh là sự tư nhân hóa. Không giống như nhà Tống, khi mà doanh nghiệp nhà nước giữ vai trò rất lớn, nhà Minh quay lại với các chính sách tự do kinh tế cũ thời nhà Hán bằng cách tư nhân hóa hai ngành công nghiệp muối và chè. Ở giai đoạn giữa triều đại, những nhóm thương nhân giàu có hùng mạnh đã thay thế nhà nước trong vai trò là nguồn động lực chính thúc đẩy nền công nghiệp Trung Quốc. 

### Sự xuất hiện của lao động làm công ăn lương
Đầu thời nhà Minh, triều đình bãi bỏ chế độ lao động cưỡng bức bắt buộc đối với nông dân, thay vào đó là chế độ làm công ăn lương. Một tầng lớp lao động làm công ăn lương mới lần đầu tiên xuất hiện trong lịch sử. Chỉ riêng ở Cảnh Đức, người ta ghi nhận rằng có không dưới 300 xưởng sản xuất gốm, tất cả đều do những công nhân được trả lương vận hành. 

## Khuyến nông thời Minh Thái Tổ
Để khôi phục lại một nền nông nghiệp điêu tàn dưới thời nhà Nguyên, tiếp tục bị tàn phá nặng nề sau những năm tháng chiến tranh, Minh Thái Tổ quyết định ban hành nhiều chính sách khuyến nông. Nhà nước tích cực đầu tư vào hệ thống kênh mương, giảm thuế xuống còn 1/30 sau đó là 1,5% sản lượng nông nghiệp. Nông dân sử dụng nhiều loại máy móc canh tác tân tiến như máy cày chạy bằng nước, và áp dụng nhiều phương pháp trồng trọt mới như luân canh cây trồng. Những yếu tố kể trên đã giúp thặng dư nông nghiệp thời nhà Minh rất lớn, trở thành cơ sở cho một nền kinh tế thị trường.

### Sự xuất hiện của đồn điền thương mại
Thời nhà Minh, đồn điền thương mại xuất hiện nhiều hơn, canh tác các loại cây trồng phù hợp với địa phương. Tại những đồn điền này, trà, hoa quả, vôi sơn và nhiều loại hàng hóa khác được sản xuất trên quy mô lớn. Kiểu mô hình sản xuất theo khu vực tiếp tục được duy trì trong thời nhà Thanh. Hoạt động trao đổi Colombo mang nhiều loài cây trồng nước ngoài (chẳng hạn như ngô) tới Trung Quốc. Suốt triều đại, nhiều khu đất canh tác chuyên biệt mọc lên, trồng số lượng lớn cây hoa màu bán ở chợ. Rất nhiều nông dân bỏ ruộng, trở thành những nghệ nhân. Nhà Minh là giai đoạn mà Trung Quốc chứng kiến sự bùng nổ dân số mạnh mẽ; dân số cả nước ước tính từ khoảng 160 đến 200 triệu người.  